# Carex bambusetorum
Carex bambusetorum är en halvgräsart som beskrevs av Elmer Drew Merrill. Carex bambusetorum ingår i släktet starrar, och familjen halvgräs. Inga underarter finns listade i Catalogue of Life.